# Кохли, Дев
Дев Кохли (хинди देव कोहली; 2 ноября 1942, Равалпинди, Британская Индия — 26 августа 2023, Мумбаи) — индийский поэт-песенник, сочинявший тексты песен для фильмов на хинди.

## Биография
Родился 2 ноября 1942 года в сикхской семье в Равалпинди (ныне Пакистан). Помимо Дева, у его родителей было ещё пятеро детей. В 1948 году после раздела Британской Индии его семья переехала на территорию Индийского Союза. Пробыв некоторое время в Дели, они поселились в Дехрадуне. Отец Дева, управлявший семейным рестораном, скончался в 1960 году.
Кохли получил образование в колледже Шри Гуру Нанака Дев Гуру Махараджа. Твёрдо решив стать автором песен, в 1964 году он поехал в Бомбей в поисках работы в мире развлечений. Спустя пять лет он получил возможность дебютировать, написав песню «Khushi Se Jaan Le Lo Ji» к фильму Gunda (1969). Однако его первая работа осталась незамеченной.
Вторая написанная им песня «Geet Gata Hoon Main» вошла в фильм «Красный камень» (1971) в исполнении Кишора Кумара и стала большим хитом. В дальнейшем Кохли сочинил бхаджан «Maati ke jalte deepak» для фильма Khoon Khoon (1973), меланхоличную «Dil ke is dehleez tak» для Kabhie Ajnabi The (1985) и заглавную песню для Ek Baar Kaho (1980), но все эти фильмы провалились. 
Его карьера начала новый виток в 1990-х. Он написал две песни: «Wada raha sanam» и «Kya khabar thi jana» — для саспенс-триллера Аббас-Мастана «Неудачное похищение», ставшего одним из первых хитов в карьере звезды боевиков Акшая Кумара. На следующий год он сочинил «Yeh kaali kaali aankhen» для «Игры со смертью» того же режиссёра.  Трек попал в чарты и стал фаворитом в ночных клубах, а Кохли был номинирован на премию Filmfare как лучший автор текстов. Он также номинировался на эту награду за песни «Aate Jaate Hanste Gaate» из «Я полюбил» (1989) и «Hum Aapke Hain Koun» из «Кто я для тебя?» (1994), но проиграл во всех трёх случаях.
Сочиненная им «Didi Tera Devar Deewana» стала неотъемлемой частью индийской свадьбы. Среди других его работ — «Dekho Dekho Jaanam Hum» из «Страсть» (1997) и «Saaki Saaki» из «Идти к своей судьбе» (2004). Песни с его текстами звучали также в фильмах «Слёзы, превратившиеся в искры» (1993), «Пожар любви» (1999), «В мире грёз» (2001), «Перестрелка в Локандвале» (2007), «Беспечные близнецы 2» (2018) и других. 
Поэт скончался в Мумбаи 26 августа 2023 года в возрасте 80 лет.